# Le Fifre (Zeitschrift)
Le Fifre war eine Satirezeitschrift, deren 15 Hefte 1889 in Paris erschienen. Ein Heft der vierseitigen, großformatigen Zeitschrift kostete 20 centimes.
Die meisten Illustrationen stammten von Jean-Louis Forain, der die Zeitschrift auch gegründet hatte.